# Transepto

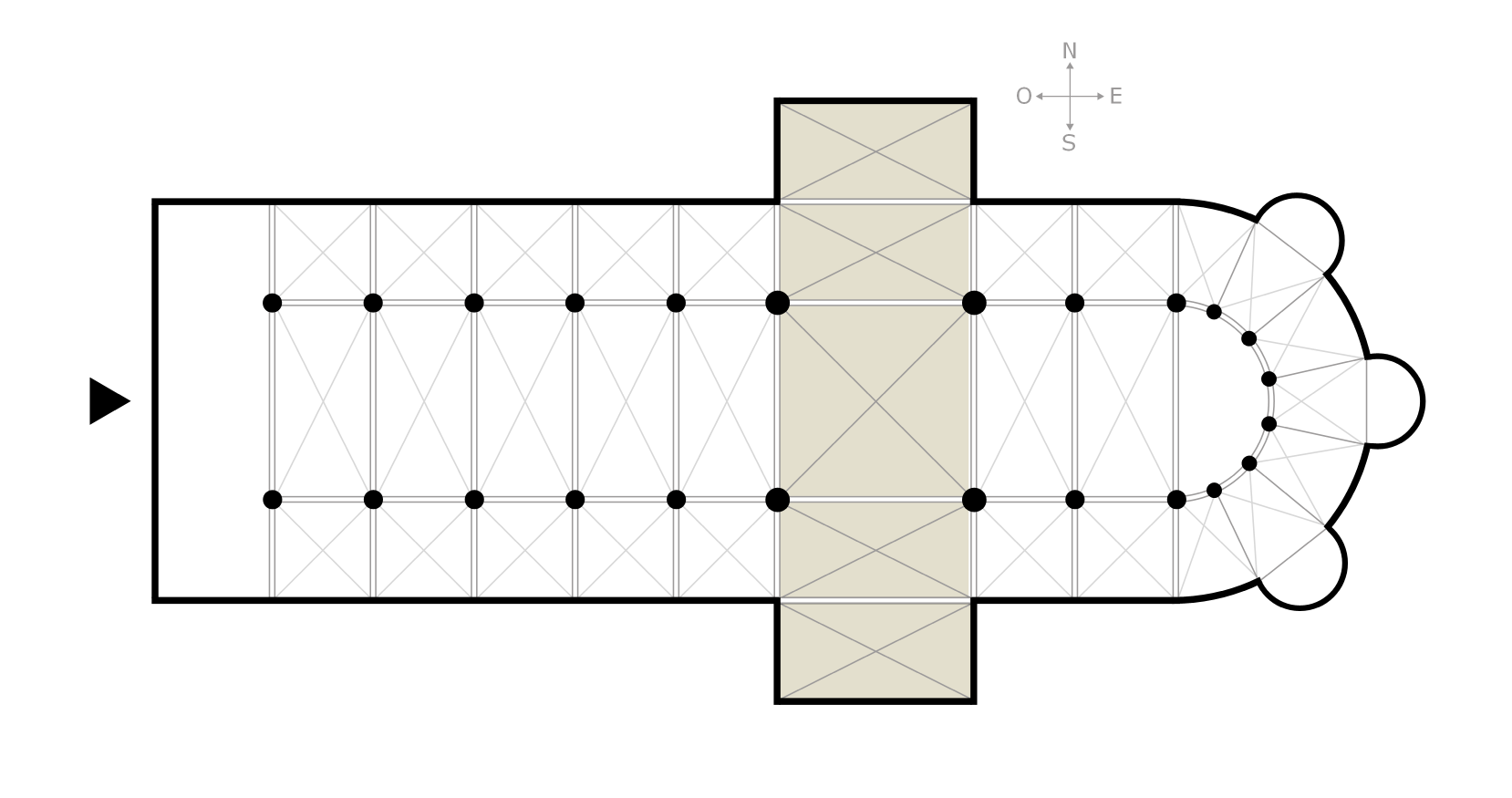
Ejemplo de transepto.

La palabra transepto se utiliza comúnmente en la terminología arquitectónica religiosa para designar la nave transversal que en las iglesias cruza a la principal  ortogonalmente (perpendicularmente). También designa, más genéricamente, a cualquier nave o corredor que cruce de manera ortogonal a otro mayor. El espacio común entre el transepto y la nave es conocido como crucero.

## Características
El transepto se sitúa habitualmente entre el presbiterio (o el coro, cuando este existe) y la nave o naves longitudinales como elemento de separación de ambos espacios. Su etimología así lo expresa, pues proviene de las voces latinas trans y septum, que significa 'muro o 'seto',[1] queriendo indicar que se trata de un obstáculo interpuesto entre los tramos de la nave ocupados por los simples fieles y el presbiterio destinado a los clérigos. Esta barrera entre el presbiterio y las naves para los fieles se denomina en las iglesias ortodoxas iconostasio. 

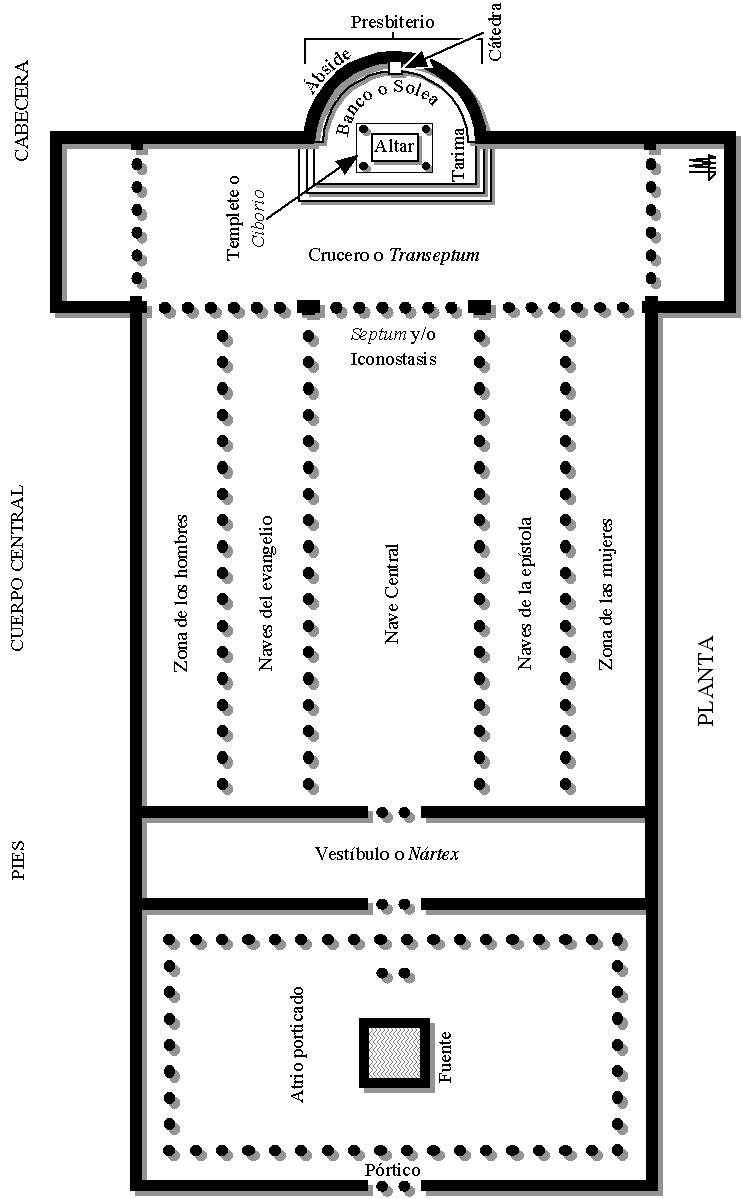
En la planta de la primitiva basílica de San Pedro de Roma se puede observar el septum y el transepto.

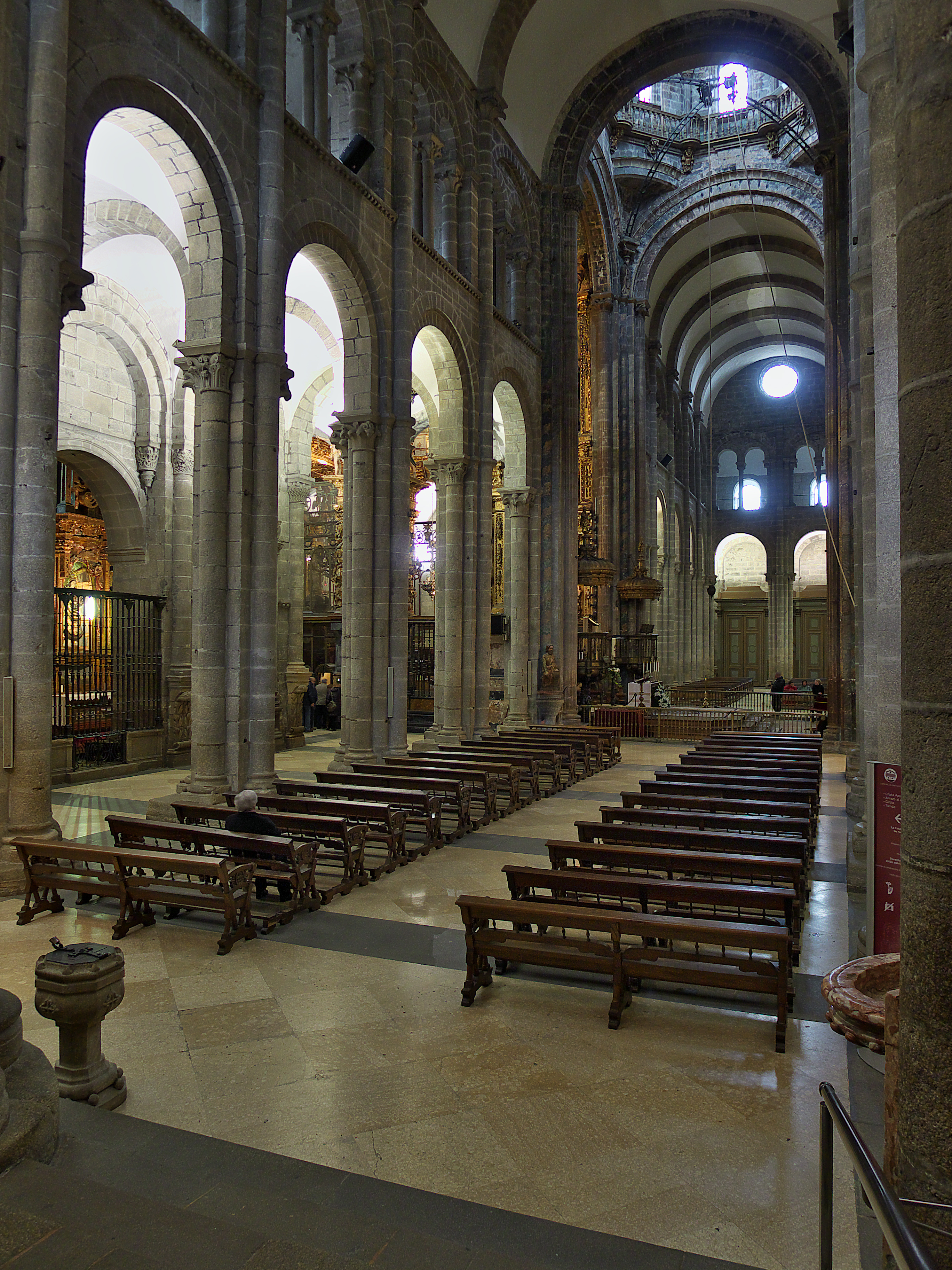
Catedral de Santiago de Compostela. Transepto.

El lugar de encuentro o cruce de nave y transepto constituye el crucero. Sobre él suelen montarse el cimborrio y la cúpula.
Cuando la nave y el transepto poseen la misma longitud y se cruzan en sus puntos medios se obtiene una planta de cruz griega. Si, como es más corriente, la nave es de mayor dimensión y el punto de cruce se desplaza hacia la cabecera, se da lugar a la planta de cruz latina.
En la arquitectura románica la disposición habitual correspondía a la tipología de cruz latina, siendo el transepto de mayor longitud que la anchura de la nave, de forma que los brazos de aquel sobresalían lateralmente y se manifestaban al exterior. Posteriormente en la arquitectura gótica se tendió a igualar la longitud del transepto y la anchura global de las naves, de manera que dejó de apreciarse exteriormente su existencia, aunque en el interior fuese patente, excepcionalmente en el gótico inglés los transeptos siguieron una gran amplitud durante todo el periodo gótico, siendo corriente la existencia de un doble transepto. 

## Falso transepto
Se habla de un «falso transepto» cuando el transepto no sobresale por los laterales o se reduce a capillas diferenciadas.

## Doble transepto

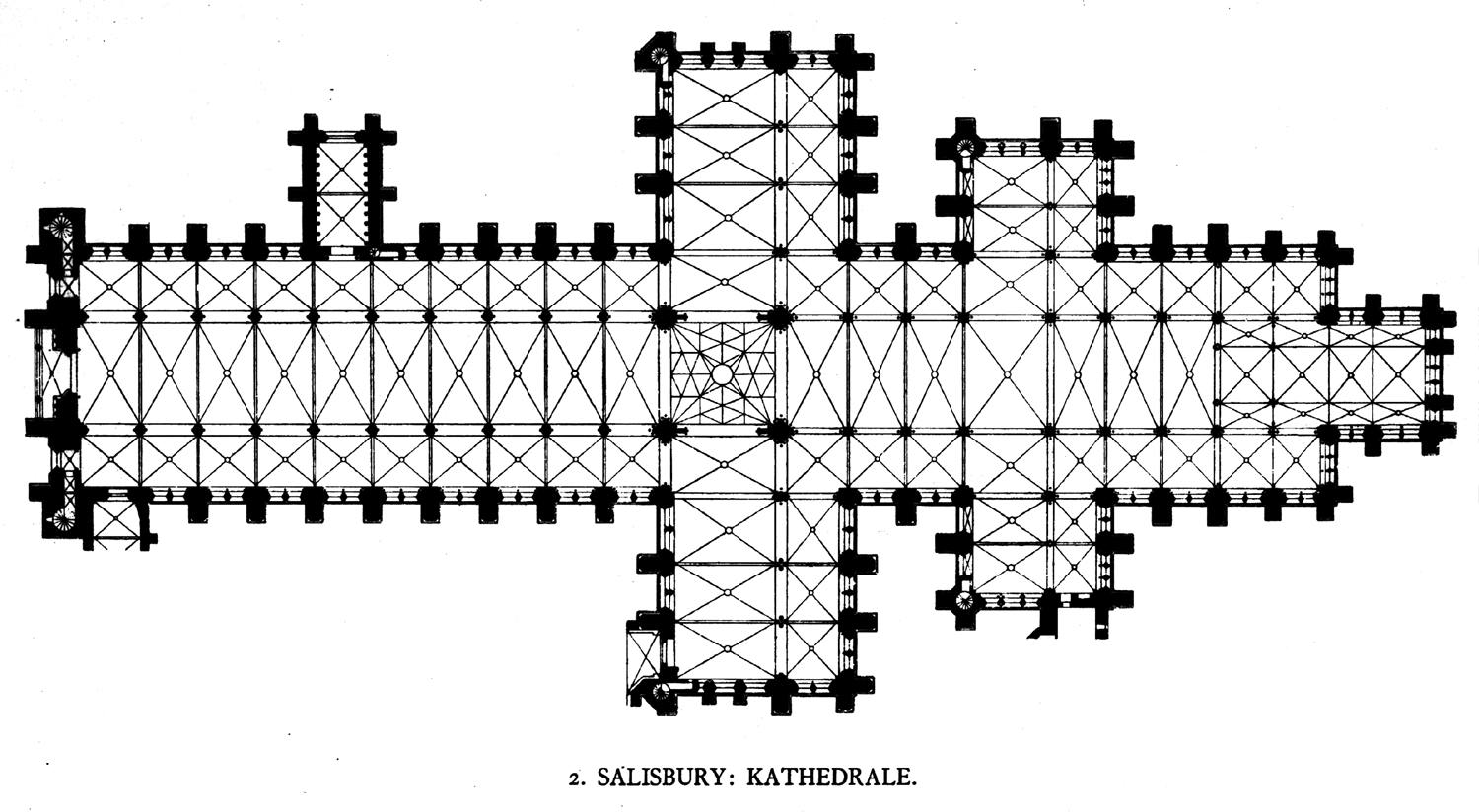
Planta de la catedral de Salisbury, que presenta dos transeptos, con una longitud total de 142 metros y una anchura máxima de 61,5 metros en el mayor de ellos.

En casos excepcionales, especialmente si la basílica tiene un tamaño desmesurado, puede aparecer un segundo transepto a una distancia media o a los pies, generalmente de menor longitud. Fue el caso, por ejemplo, de la abadía de Cluny románica o «Cluny 3», destruida durante la Revolución francesa y cuya enorme ruina del extremo de un transepto sobresale entre los edificios.